# Rebecca Root
Rebecca Root (Woking, Surrey, 10 de mayo de 1969) es una actriz y comediante británica. Fue ubicada en la posición número 18 de la Lista Rainbow publicada por el diario The Independent en 2014, donde se afirmó que es una de las pocas actrices abiertamente trans en la televisión convencional, junto con Laverne Cox y Adèle Anderson. Root interpretó el papel principal en la comedia de la BBC de 2015-2016 Boy Meets Girl y en 2020 se anunció que interpretaría al primer personaje trans en la historia de la franquicia de Doctor Who.

## Filmografía

### Cine, televisión y radio
| Año       | Título                                     | Papel             | Notas       |
| --------- | ------------------------------------------ | ----------------- | ----------- |
| 2012      | Normal: Real Stories from the Sex Industry | Cynthia           |             |
| 2015–2016 | Boy Meets Girl                             | Judy              |             |
| 2015      | 1977                                       | Angela Morley     |             |
| 2015      | The Danish Girl                            | Enfermera de Lili |             |
| 2017      | Doctor Who: Zaltys                         | Sable             |             |
| 2017–2018 | Doctors                                    | Samantha Eustace  | 4 episodios |
| 2018      | Colette                                    | Rachilde          |             |
| 2018      | The Sisters Brothers                       | Mayfield          |             |
| 2018      | The Romanoffs                              | Dana              | 1 episodio  |
| 2019      | Moominvalley                               | Misabel           | 1 episodio  |
| 2019      | Flack                                      | Allie Gregs       | 1 episodio  |
| 2019      | Last Christmas                             | Dra. Addis        |             |
| 2019      | Gallifrey: Time War 2                      | Cantico           |             |
| 2020      | Doctor Who: Stranded                       | Tania Bell        |             |
| 2020      | Gambito de dama                            | Sra. Lonsdale     | 3 episodios |
| 2021      | Creation Stories                           | Victoria          |             |
| 2022      | This is Christmas                          | Miranda           |             |
| 2022      | The Rising                                 | Diana Aird        | 8 episodios |